# Odontonuncia saltuensis
Genre
Espèce
Odontonuncia saltuensis, unique représentant du genre Odontonuncia, est une espèce d'opilions laniatores de la famille des Triaenonychidae.

## Distribution
Cette espèce est endémique de Tasmanie en Australie. Elle se rencontre vers Break O'Day.

## Description
Le mâle holotype mesure 7,65 mm, les mâles mesurent de 6,90 à 8,06 mm et les femelles de 5,92 à 6,84 mm.

## Publication originale
- Hickman, 1958 : « Some Tasmanian harvestmen of the family Triaenonychidae (sub-order Laniatores). » Papers and proceedings of the Royal Society of Tasmania, vol. 92, p. 1–116 (texte intégral).